# Buddhologie
Buddhologie je vědní disciplína, která se zabývá studiem buddhismu z vědeckého hlediska. Většinou je jako obor součástí religionistiky, případně indologie.
Představitelé české buddhologie mohou být např. Jiří Holba či Josef Kolmaš. Buddhologem pak je také Luboš Bělka z Ústavu religionistiky v Brně. Ve světě jsou za významné buddhology považováni např. Tom Tillemans, Paul Wiilams, Donald S. Lopez Jr. či Volker Zotz.